# Formel-1-Statistik
Der Automobil-Dachverband FIA schreibt seit 1950 eine Weltmeisterschaft für Fahrer aus, seit 1958 auch eine solche für Konstrukteure. Diese WM nannte sich von 1950 bis 1980 Automobil-Weltmeisterschaft, danach Formel-1-Weltmeisterschaft. Sie wurde mit Ausnahme der Jahre 1952 und 1953 mit Fahrzeugen ausgetragen, die dem „Formel 1“ genannten Regelwerk entsprechen. Nachfolgend eine Übersicht über einige bisher aufgestellte Rekorde, Statistiken usw.

## Rekorde nach Fahrern
Fahrer, die in der Saison 2025 bei einem Team unter Vertrag stehen, sind blau hinterlegt.

### Weltmeister-Titel
| Platz | Fahrer             | WM-Titel | Jahre                                    |
| ----- | ------------------ | -------- | ---------------------------------------- |
| 1     | Michael Schumacher | 7        | 1994, 1995, 2000, 2001, 2002, 2003, 2004 |
| 1     | Lewis Hamilton     | 7        | 2008, 2014, 2015, 2017, 2018, 2019, 2020 |
| 3     | Juan Manuel Fangio | 5        | 1951, 1954, 1955, 1956, 1957             |
| 4     | Alain Prost        | 4        | 1985, 1986, 1989, 1993                   |
| 4     | Sebastian Vettel   | 4        | 2010, 2011, 2012, 2013                   |
| 4     | Max Verstappen     | 4        | 2021, 2022, 2023, 2024                   |
| 7     | Jack Brabham       | 3        | 1959, 1960, 1966                         |
| 7     | Jackie Stewart     | 3        | 1969, 1971, 1973                         |
| 7     | Niki Lauda         | 3        | 1975, 1977, 1984                         |
| 7     | Nelson Piquet      | 3        | 1981, 1983, 1987                         |
| 7     | Ayrton Senna       | 3        | 1988, 1990, 1991                         |

### Grand-Prix-Siege
| Platz | Fahrer             | GP-Siege |
| ----- | ------------------ | -------- |
| 01    | Lewis Hamilton     | 105      |
| 02    | Michael Schumacher | 091      |
| 03    | Max Verstappen     | 065      |
| 04    | Sebastian Vettel   | 053      |
| 05    | Alain Prost        | 051      |
| 06    | Ayrton Senna       | 041      |
| 07    | Fernando Alonso    | 032      |
| 08    | Nigel Mansell      | 031      |
| 09    | Jackie Stewart     | 027      |
| 10    | Jim Clark          | 025      |
|       | Niki Lauda         | 025      |

### Pole-Positions
| Platz | Fahrer             | Pole-Positions |
| ----- | ------------------ | -------------- |
| 01    | Lewis Hamilton     | 104            |
| 02    | Michael Schumacher | 068            |
| 03    | Ayrton Senna       | 065            |
| 04    | Sebastian Vettel   | 057            |
| 05    | Max Verstappen     | 044            |
| 06    | Jim Clark          | 033            |
|       | Alain Prost        | 033            |
| 08    | Nigel Mansell      | 032            |
| 09    | Nico Rosberg       | 030            |
| 10    | Juan Manuel Fangio | 029            |

### Schnellste Rennrunden
| Platz | Fahrer             | Schnellste Runden |
| ----- | ------------------ | ----------------- |
| 01    | Michael Schumacher | 77                |
| 02    | Lewis Hamilton     | 67                |
| 03    | Kimi Räikkönen     | 46                |
| 04    | Alain Prost        | 41                |
| 05    | Sebastian Vettel   | 38                |
| 06    | Max Verstappen     | 34                |
| 07    | Nigel Mansell      | 30                |
| 08    | Jim Clark          | 28                |
| 09    | Fernando Alonso    | 26                |
| 10    | Mika Häkkinen      | 25                |

### Sprint-Siege
Seit der Saison 2021 wird bei ausgewählten Grands Prix ein zusätzliches Sprintrennen ausgetragen.
| Platz | Fahrer          | Sprint-Siege |
| ----- | --------------- | ------------ |
| 1     | Max Verstappen  | 12           |
| 2     | Lando Norris    | 02           |
|       | Valtteri Bottas | 02           |
|       | Oscar Piastri   | 02           |
| 5     | Lewis Hamilton  | 01           |
|       | George Russell  | 01           |
|       | Sergio Pérez    | 01           |

### WM-Punkte
Von der ersten Formel-1-Saison 1950 bis zur Saison 2009 wurden pro Sieg zwischen 8 und 10 Punkte vergeben. Seit 2010 erhält der Sieger 25 Punkte, 2014 wurde beim letzten Saisonrennen die doppelte Punktzahl vergeben, von 2019 bis einschließlich 2024 wurde für die schnellste Runde ein Zusatzpunkt vergeben. Dies relativiert die Aussagekraft dieser Statistik (siehe Formel-1-Punktesystem).
Eine Aufzählung weiterer Fahrer befindet sich in diesem Artikel unter der Fahrer-Gesamtübersicht.
| Platz | Fahrer             | Punkte |
| ----- | ------------------ | ------ |
| 01    | Lewis Hamilton     | 4971,5 |
| 02    | Max Verstappen     | 3210,5 |
| 03    | Sebastian Vettel   | 3098,0 |
| 04    | Fernando Alonso    | 2363,0 |
| 05    | Kimi Räikkönen     | 1873,0 |
| 06    | Valtteri Bottas    | 1797,0 |
| 07    | Sergio Pérez       | 1638,0 |
| 08    | Nico Rosberg       | 1594,5 |
| 09    | Charles Leclerc    | 1581,0 |
| 10    | Michael Schumacher | 1566,0 |

### Normalisierte WM-Punkte
Für die normalisierten Punkte wird die Anzahl an WM-Punkten nach dem seit 2010 geltenden Punktesystem (25-18-15-12-10-8-6-4-2-1) rückwirkend auf alle Rennen seit 1950 angewandt. Das letzte Rennen von 2014 wurde einfach und nicht mit doppelten Punkten für diese Statistik berechnet. Ebenfalls ist der für schnellste Runden vergebene Zusatzpunkt nicht berücksichtigt. Um die unterschiedlich langen Saisons zu berücksichtigen, werden diese Punkte zusätzlich auf eine durchschnittlich lange Saison (Mit Stand GP von Las Vegas 2023 wären das rund 14 Rennen) bezogen.
| Platz | Fahrer             | Punkte |
| ----- | ------------------ | ------ |
| 01    | Lewis Hamilton     | 3900,0 |
| 02    | Michael Schumacher | 3414,0 |
| 03    | Sebastian Vettel   | 2508,2 |
| 04    | Fernando Alonso    | 2447,6 |
| 05    | Alain Prost        | 2322,6 |
| 06    | Kimi Räikkönen     | 2234,7 |
| 07    | Max Verstappen     | 1765,0 |
| 08    | Ayrton Senna       | 1729,1 |
| 09    | Rubens Barrichello | 1648,2 |
| 10    | Nelson Piquet      | 1610,6 |

### Podestplätze
| Platz | Fahrer             | Podien |
| ----- | ------------------ | ------ |
| 01.   | Lewis Hamilton     | 202    |
| 02.   | Michael Schumacher | 155    |
| 03.   | Sebastian Vettel   | 122    |
| 04.   | Max Verstappen     | 117    |
| 05.   | Fernando Alonso    | 106    |
|       | Alain Prost        | 106    |
| 07.   | Kimi Räikkönen     | 103    |
| 08.   | Ayrton Senna       | 080    |
| 09.   | Rubens Barrichello | 068    |
| 10.   | Valtteri Bottas    | 067    |

### Sprint-Podestplätze
| Platz | Fahrer           | Podien |
| ----- | ---------------- | ------ |
| 01.   | Max Verstappen   | 17     |
| 02.   | Lando Norris     | 09     |
|       | Oscar Piastri    | 09     |
| 04.   | Lewis Hamilton   | 07     |
|       | Charles Leclerc  | 07     |
| 06.   | Sergio Pérez     | 06     |
| 07.   | Carlos Sainz jr. | 04     |
| 08.   | Valtteri Bottas  | 03     |
|       | George Russell   | 02     |
| 10.   | Daniel Ricciardo | 01     |
|       | Pierre Gasly     | 01     |

### Führungskilometer/-runden
Die Liste enthält die zehn Fahrer, die die meisten Rundenkilometer in Führung gelegen haben.
| Platz | Fahrer             | Führungs-km | Führungs-runden |
| ----- | ------------------ | ----------- | --------------- |
| 01    | Lewis Hamilton     | 27.975      | 5.488           |
| 02    | Michael Schumacher | 24.148      | 5.111           |
| 03    | Sebastian Vettel   | 18.164      | 3.501           |
| 04    | Max Verstappen     | 17.638      | 3.606           |
| 05    | Ayrton Senna       | 13.430      | 2.931           |
| 06    | Alain Prost        | 12.477      | 2.683           |
| 07    | Jim Clark          | 10.125      | 1.943           |
| 08    | Nigel Mansell      | 09.651      | 2.091           |
| 09    | Juan Manuel Fangio | 09.316      | 1.347           |
| 10    | Jackie Stewart     | 09.183      | 1.919           |

### Grand-Prix-Starts
Gezählt werden alle Rennen, an denen der betreffende Fahrer tatsächlich teilgenommen hat. Ist er zum Beispiel in der Einführungsrunde (also vor dem eigentlichen Start des Rennens) ausgefallen, wird dies nicht als GP-Teilnahme gewertet. Als gestartet gilt jedoch, wer mindestens den ersten Startversuch des Grand-Prix-Rennens aufgenommen hat.
| Platz | Fahrer             | GP-Starts |
| ----- | ------------------ | --------- |
| 01.   | Fernando Alonso    | 415       |
| 02.   | Lewis Hamilton     | 370       |
| 03.   | Kimi Räikkönen     | 349       |
| 04.   | Rubens Barrichello | 323       |
| 05.   | Michael Schumacher | 307       |
| 06.   | Jenson Button      | 306       |
| 07.   | Sebastian Vettel   | 299       |
| 08.   | Sergio Pérez       | 281       |
| 09.   | Felipe Massa       | 269       |
| 10.   | Daniel Ricciardo   | 257       |

### GP-Siege in einer Saison
| Platz | Fahrer             | GP-Siege | Saison (Rennen) | prozentual |
| ----- | ------------------ | -------- | --------------- | ---------- |
| 1     | Max Verstappen     | 19       | 2023 (22)       | 86 %       |
| 2     | Max Verstappen     | 15       | 2022 (22)       | 68 %       |
| 3     | Michael Schumacher | 13       | 2004 (18)       | 72 %       |
| 4     | Sebastian Vettel   | 13       | 2013 (19)       | 68 %       |
| 5     | Michael Schumacher | 11       | 2002 (17)       | 65 %       |
|       | Lewis Hamilton     | 11       | 2020 (17)       | 65 %       |
| 7     | Sebastian Vettel   | 11       | 2011 (19)       | 58 %       |
|       | Lewis Hamilton     | 11       | 2014 (19)       | 58 %       |
| 9     | Lewis Hamilton     | 11       | 2018 (21)       | 52 %       |
|       | Lewis Hamilton     | 11       | 2019 (21)       | 52 %       |

### Pole-Positions in einer Saison
| Platz | Fahrer             | Pole-Positions | Saison (Rennen) | prozentual |
| ----- | ------------------ | -------------- | --------------- | ---------- |
| 1     | Sebastian Vettel   | 15             | 2011 (19)       | 79 %       |
| 2     | Nigel Mansell      | 14             | 1992 (16)       | 88 %       |
| 3     | Ayrton Senna       | 13             | 1988 (16)       | 81 %       |
|       | Ayrton Senna       | 13             | 1989 (16)       | 81 %       |
|       | Alain Prost        | 13             | 1993 (16)       | 81 %       |
| 6     | Lewis Hamilton     | 12             | 2016 (21)       | 57 %       |
|       | Max Verstappen     | 12             | 2023 (22)       | 55 %       |
| 7     | Mika Häkkinen      | 11             | 1999 (16)       | 69 %       |
|       | Michael Schumacher | 11             | 2001 (17)       | 65 %       |
|       | Nico Rosberg       | 11             | 2014 (19)       | 58 %       |
|       | Lewis Hamilton     | 11             | 2015 (19)       | 58 %       |
|       | Lewis Hamilton     | 11             | 2017 (20)       | 55 %       |
|       | Lewis Hamilton     | 11             | 2018 (21)       | 52 %       |

### Podestplätze in einer Saison
| Platz | Fahrer             | Podien | Saison (Rennen) | prozentual |
| ----- | ------------------ | ------ | --------------- | ---------- |
| 1     | Max Verstappen     | 21     | 2023 (22)       | 95 %       |
| 2     | Max Verstappen     | 18     | 2021 (22)       | 82 %       |
| 3     | Michael Schumacher | 17     | 2002 (17)       | 100 %      |
|       | Sebastian Vettel   | 17     | 2011 (19)       | 89 %       |
|       | Lewis Hamilton     | 17     | 2015 (19)       | 89 %       |
|       | Lewis Hamilton     | 17     | 2016 (21)       | 81 %       |
|       | Lewis Hamilton     | 17     | 2018 (21)       | 81 %       |
|       | Lewis Hamilton     | 17     | 2019 (21)       | 81 %       |
|       | Lewis Hamilton     | 17     | 2021 (22)       | 77 %       |
|       | Max Verstappen     | 17     | 2022 (22)       | 77 %       |

### Fahrer-Gesamtübersicht
Die Liste enthält alle Fahrer, die 2025 zu mindestens einem Rennen gemeldet waren (blau hinterlegt) oder mindestens 300 normalisierte Punkte erreicht haben. Bestmarken sind jeweils fett hervorgehoben.
| Fahrer                | WM-Punkte | WM-Punkte normalisiert | WM-Titel | Rennsiege | Pole- Positions | schn. Runden | Podien | Rennstarts | Anzahl Saisons | Team 2025    |
| --------------------- | --------- | ---------------------- | -------- | --------- | --------------- | ------------ | ------ | ---------- | -------------- | ------------ |
| Lewis Hamilton        | 4941,5    | 3991,7                 | 7        | 105       | 104             | 67           | 202    | 366        | 19             | Ferrari      |
| Michael Schumacher    | 1566,0    | 3441,9                 | 7        | 091       | 068             | 77           | 155    | 307        | 19             |              |
| Sebastian Vettel      | 3098,0    | 2528,7                 | 4        | 053       | 057             | 38           | 122    | 299        | 16             |              |
| Max Verstappen        | 3178,5    | 2133,1                 | 4        | 065       | 043             | 33           | 117    | 219        | 11             | Red Bull     |
| Fernando Alonso       | 2345,0    | 2536,2                 | 2        | 032       | 022             | 26           | 106    | 411        | 22             | Aston Martin |
| Alain Prost           | 0798,5    | 2341,6                 | 4        | 051       | 033             | 41           | 106    | 199        | 13             |              |
| Kimi Räikkönen        | 1873,0    | 2253,0                 | 1        | 021       | 018             | 46           | 103    | 349        | 19             |              |
| Ayrton Senna          | 0614,0    | 1743,3                 | 3        | 041       | 065             | 19           | 080    | 161        | 11             |              |
| Rubens Barrichello    | 0658,0    | 1661,6                 | 0        | 011       | 014             | 17           | 068    | 323        | 19             |              |
| Nelson Piquet         | 0485,5    | 1623,7                 | 3        | 023       | 024             | 23           | 060    | 204        | 14             |              |
| David Coulthard       | 0535,0    | 1542,6                 | 0        | 013       | 012             | 18           | 062    | 246        | 15             |              |
| Graham Hill           | 0289,0    | 1531,2                 | 2        | 014       | 013             | 10           | 036    | 175        | 18             |              |
| Jenson Button         | 1235,0    | 1504,3                 | 1        | 015       | 008             | 08           | 050    | 306        | 18             |              |
| Juan Manuel Fangio    | 0277,6    | 1499,8                 | 5        | 024       | 029             | 23           | 035    | 051        | 08             |              |
| Jackie Stewart        | 0360,0    | 1415,5                 | 3        | 027       | 017             | 15           | 043    | 099        | 09             |              |
| Nigel Mansell         | 0482,0    | 1411,8                 | 1        | 031       | 032             | 30           | 059    | 187        | 15             |              |
| Jack Brabham          | 0261,0    | 1403,0                 | 3        | 014       | 013             | 12           | 031    | 123        | 16             |              |
| Felipe Massa          | 1167,0    | 1369,2                 | 0        | 011       | 016             | 15           | 041    | 269        | 15             |              |
| Nico Rosberg          | 1594,5    | 1355,7                 | 1        | 023       | 030             | 20           | 057    | 206        | 11             |              |
| Valtteri Bottas       | 1797,0    | 1352,2                 | 0        | 010       | 020             | 19           | 067    | 246        | 12             |              |
| Gerhard Berger        | 0385,0    | 1308,4                 | 0        | 010       | 012             | 21           | 048    | 210        | 14             |              |
| Niki Lauda            | 0420,5    | 1286,4                 | 3        | 025       | 024             | 24           | 054    | 171        | 13             |              |
| Jim Clark             | 0274,0    | 1268,4                 | 2        | 025       | 033             | 28           | 032    | 072        | 09             |              |
| Mika Häkkinen         | 0420,0    | 1264,7                 | 2        | 020       | 026             | 25           | 051    | 161        | 11             |              |
| Denis Hulme           | 0248,0    | 1178,0                 | 1        | 008       | 001             | 09           | 033    | 112        | 10             |              |
| Bruce McLaren         | 0196,5    | 1141,5                 | 0        | 004       | 000             | 03           | 027    | 098        | 12             |              |
| Carlos Reutemann      | 0310,0    | 1119,5                 | 0        | 012       | 006             | 06           | 045    | 146        | 11             |              |
| Sergio Pérez          | 1638,0    | 1173,3                 | 0        | 006       | 003             | 12           | 039    | 281        | 14             |              |
| Mark Webber           | 1047,5    | 1098,0                 | 0        | 009       | 013             | 19           | 042    | 215        | 12             |              |
| Emerson Fittipaldi    | 0281,0    | 1068,0                 | 2        | 014       | 006             | 06           | 035    | 144        | 11             |              |
| Riccardo Patrese      | 0281,0    | 1047,7                 | 0        | 006       | 008             | 13           | 037    | 256        | 17             |              |
| Damon Hill            | 0360,0    | 1009,7                 | 1        | 022       | 020             | 19           | 042    | 115        | 08             |              |
| John Surtees          | 0180,0    | 980,7                  | 1        | 006       | 008             | 11           | 024    | 111        | 13             |              |
| Stirling Moss         | 0186,6    | 979,8                  | 0        | 016       | 016             | 19           | 024    | 066        | 11             |              |
| Daniel Ricciardo      | 1338,0    | 1002,5                 | 0        | 008       | 003             | 16           | 032    | 257        | 13             |              |
| Ralf Schumacher       | 0329,0    | 969,3                  | 0        | 006       | 006             | 08           | 027    | 180        | 11             |              |
| Jean Alesi            | 0241,0    | 949,7                  | 0        | 001       | 002             | 04           | 032    | 201        | 13             |              |
| Jacques Laffite       | 0228,0    | 895,5                  | 0        | 006       | 007             | 06           | 032    | 176        | 13             |              |
| Jody Scheckter        | 0255,0    | 865,8                  | 1        | 010       | 003             | 05           | 033    | 112        | 09             |              |
| Clay Regazzoni        | 0212,0    | 865,8                  | 0        | 005       | 005             | 15           | 028    | 132        | 11             |              |
| Charles Leclerc       | 01534,0   | 991,1                  | 0        | 008       | 026             | 10           | 046    | 157        | 08             | Ferrari      |
| Giancarlo Fisichella  | 0275,0    | 813,6                  | 0        | 003       | 004             | 02           | 019    | 229        | 14             |              |
| Jacky Ickx            | 0181,0    | 807,1                  | 0        | 008       | 013             | 14           | 025    | 114        | 13             |              |
| Giuseppe Farina       | 0127,3    | 792,5                  | 1        | 005       | 005             | 05           | 020    | 033        | 06             |              |
| Dan Gurney            | 0133,0    | 775,7                  | 0        | 004       | 003             | 06           | 019    | 086        | 11             |              |
| Alberto Ascari        | 0140,1    | 770,7                  | 2        | 013       | 014             | 12           | 017    | 032        | 06             |              |
| Ronnie Peterson       | 0206,0    | 770,3                  | 0        | 010       | 014             | 09           | 026    | 123        | 09             |              |
| Jacques Villeneuve    | 0235,0    | 769,4                  | 1        | 011       | 013             | 09           | 023    | 162        | 11             |              |
| Carlos Sainz jr.      | 1285,5    | 888,9                  | 0        | 004       | 006             | 04           | 027    | 216        | 11             | Williams     |
| Mike Hawthorn         | 0127,6    | 730                    | 1        | 003       | 004             | 06           | 018    | 045        | 07             |              |
| Eddie Irvine          | 0191,0    | 724,5                  | 0        | 004       | 000             | 01           | 026    | 146        | 10             |              |
| Michele Alboreto      | 0186,5    | 718,1                  | 0        | 005       | 002             | 05           | 023    | 194        | 14             |              |
| Juan Pablo Montoya    | 0307,0    | 714,6                  | 0        | 007       | 013             | 12           | 030    | 094        | 06             |              |
| Heinz-Harald Frentzen | 0174,0    | 711,1                  | 0        | 003       | 002             | 06           | 018    | 157        | 10             |              |
| John Watson           | 0169,0    | 708,8                  | 0        | 005       | 002             | 05           | 020    | 152        | 12             |              |
| Alan Jones            | 0206,0    | 704,9                  | 1        | 012       | 006             | 13           | 024    | 116        | 10             |              |
| Jarno Trulli          | 0246,5    | 695,1                  | 0        | 001       | 004             | 01           | 011    | 252        | 15             |              |
| René Arnoux           | 0181,0    | 678,9                  | 0        | 007       | 018             | 12           | 022    | 149        | 12             |              |
| Richie Ginther        | 0107,0    | 667,1                  | 0        | 001       | 000             | 03           | 014    | 052        | 07             |              |
| Mario Andretti        | 0180,0    | 660,3                  | 1        | 012       | 018             | 10           | 019    | 128        | 14             |              |
| Nick Heidfeld         | 0259,0    | 613,8                  | 0        | 000       | 001             | 02           | 013    | 183        | 12             |              |
| Thierry Boutsen       | 0132,0    | 610,4                  | 0        | 003       | 001             | 01           | 015    | 163        | 11             |              |
| Phil Hill             | 0098,0    | 606,7                  | 1        | 003       | 006             | 06           | 016    | 047        | 08             |              |
| James Hunt            | 0179,0    | 569,8                  | 1        | 010       | 014             | 08           | 023    | 092        | 07             |              |
| Maurice Trintignant   | 0072,3    | 591,6                  | 0        | 002       | 000             | 01           | 009    | 82         | 15             |              |
| Keke Rosberg          | 0159,5    | 563,7                  | 1        | 005       | 005             | 03           | 017    | 114        | 09             |              |
| Patrick Depailler     | 0141,0    | 532,8                  | 0        | 002       | 001             | 04           | 019    | 095        | 08             |              |
| Elio de Angelis       | 0122,0    | 530,6                  | 0        | 002       | 003             | 0            | 009    | 108        | 08             |              |
| Lando Norris          | 1183,0    | 694,6                  | 0        | 006       | 011             | 17           | 034    | 138        | 07             | McLaren      |
| Oscar Piastri         | 0587,0    | 248,6                  | 0        | 007       | 004             | 05           | 018    | 056        | 03             | McLaren      |
| Martin Brundle        | 0098,0    | 500,3                  | 0        | 000       | 000             | 0            | 009    | 158        | 12             |              |
| Chris Amon            | 0083,0    | 498,1                  | 0        | 000       | 005             | 03           | 011    | 096        | 14             |              |
| Jochen Rindt          | 0109,0    | 487,6                  | 1        | 006       | 010             | 03           | 013    | 060        | 07             |              |
| Joakim Bonnier        | 0039,0    | 482,6                  | 0        | 001       | 001             | 0            | 001    | 103        | 16             |              |
| Johnny Herbert        | 0098,0    | 481,6                  | 0        | 003       | 000             | 0            | 007    | 161        | 12             |              |
| Patrick Tambay        | 0103,0    | 460,4                  | 0        | 002       | 005             | 02           | 011    | 114        | 09             |              |
| Jo Siffert            | 0068,0    | 458,7                  | 0        | 002       | 002             | 04           | 006    | 096        | 10             |              |
| Jean Behra            | 0051,1    | 454,7                  | 0        | 000       | 000             | 01           | 009    | 053        | 08             |              |
| Jean-Pierre Beltoise  | 0077,0    | 439,5                  | 0        | 001       | 000             | 04           | 008    | 086        | 09             |              |
| José Froilán González | 0077,6    | 433,5                  | 0        | 002       | 003             | 06           | 015    | 026        | 09             |              |
| Tony Brooks           | 0075,0    | 426,7                  | 0        | 006       | 002             | 03           | 010    | 038        | 06             |              |
| Didier Pironi         | 0101,0    | 411,2                  | 0        | 003       | 004             | 05           | 013    | 070        | 05             |              |
| Robert Kubica         | 0274,0    | 408,7                  | 0        | 001       | 001             | 01           | 012    | 099        | 07             |              |
| Nico Hülkenberg       | 0591,0    | 420,1                  | 0        | 000       | 001             | 02           | 001    | 237        | 14             | Sauber       |
| Gilles Villeneuve     | 0107,0    | 399,6                  | 0        | 006       | 002             | 08           | 013    | 067        | 06             |              |
| Luigi Villoresi       | 0049,0    | 386,3                  | 0        | 000       | 000             | 01           | 008    | 031        | 07             |              |
| Olivier Panis         | 0076,0    | 385,5                  | 0        | 001       | 000             | 0            | 005    | 158        | 10             |              |
| Pedro Rodríguez       | 0071,0    | 385,2                  | 0        | 002       | 000             | 01           | 007    | 055        | 09             |              |
| Lorenzo Bandini       | 0058,0    | 384,8                  | 0        | 001       | 001             | 02           | 008    | 042        | 07             |              |
| Derek Warwick         | 0071,0    | 381,1                  | 0        | 000       | 000             | 02           | 004    | 146        | 11             |              |
| Jochen Mass           | 0071,0    | 378,6                  | 0        | 001       | 000             | 02           | 008    | 105        | 09             |              |
| François Cevert       | 0089,0    | 371,7                  | 0        | 001       | 000             | 02           | 013    | 046        | 04             |              |
| Wolfgang von Trips    | 0056,0    | 370,3                  | 0        | 002       | 001             | 0            | 006    | 027        | 05             |              |
| George Russell        | 0850,0    | 473,5                  | 0        | 004       | 006             | 09           | 020    | 138        | 07             | Mercedes     |
| Stefan Johansson      | 0088,0    | 360,4                  | 0        | 000       | 000             | 0            | 012    | 079        | 08             |              |
| Eddie Cheever         | 0070,0    | 346,8                  | 0        | 000       | 000             | 0            | 009    | 132        | 11             |              |
| Harry Schell          | 0032,0    | 342,0                  | 0        | 000       | 000             | 0            | 002    | 058        | 11             |              |
| Andrea de Cesaris     | 0059,0    | 331,6                  | 0        | 000       | 001             | 01           | 005    | 208        | 15             |              |
| Innes Ireland         | 0047,0    | 320,3                  | 0        | 001       | 000             | 01           | 004    | 050        | 08             |              |
| Esteban Ocon          | 0467,0    | 322,1                  | 0        | 001       | 000             | 0            | 003    | 166        | 09             | Haas         |
| Peter Collins         | 0047,0    | 305,5                  | 0        | 003       | 000             | 0            | 009    | 032        | 07             |              |
| Pierre Gasly          | 0447,0    | 314,6                  | 0        | 001       | 000             | 03           | 004    | 163        | 08             | Alpine       |
| Lance Stroll          | 0306,0    | 216,4                  | 0        | 000       | 001             | 0            | 003    | 175        | 09             | Aston Martin |
| Alexander Albon       | 0282,0    | 187,0                  | 0        | 000       | 000             | 0            | 002    | 114        | 06             | Williams     |
| Yuki Tsunoda          | 0101,0    | 60,3                   | 0        | 000       | 000             | 01           | 001    | 097        | 05             | Racing Bulls |
| Andrea Kimi Antonelli | 0063,0    | 0,0                    | 0        | 000       | 000             | 01           | 001    | 010        | 01             | Mercedes     |
| Oliver Bearman        | 0013,0    | 0,0                    | 0        | 000       | 000             | 0            | 000    | 013        | 02             | Racing Bulls |
| Liam Lawson           | 0010,0    | 0,0                    | 0        | 000       | 000             | 0            | 000    | 021        | 03             | Racing Bulls |
| Jack Doohan           | 0000,0    | 0,0                    | 0        | 000       | 000             | 0            | 000    | 007        | 02             | Alpine       |
| Gabriel Bortoleto     | 0000,0    | 0,0                    | 0        | 000       | 000             | 0            | 000    | 010        | 01             | Sauber       |
| Isack Hadjar          | 0021,0    | 0,0                    | 0        | 000       | 000             | 0            | 000    | 009        | 01             | Racing Bulls |

1. ↑  Für die normalisierten Punkte wird die Anzahl an WM-Punkten nach dem seit 2010 geltenden Punktesystem (25-18-15-12-10-8-6-4-2-1) rückwirkend auf alle Rennen seit 1950 angewandt. Das letzte Rennen von 2014 wurde einfach und nicht mit doppelten Punkten für diese Statistik berechnet. Ebenfalls ist der für schnellste Runden vergebene Zusatzpunkt nicht berücksichtigt. Um die unterschiedlich langen Saisons zu berücksichtigen, werden diese Punkte zusätzlich auf eine durchschnittlich lange Saison (Mit Stand GP von Las Vegas 2023 wären das rund 14 Rennen) bezogen.
2. ↑  Eine Saison gilt als angetreten, sobald der Fahrer zu mindestens einem der Saisonrennen gestartet ist.

### Weitere Rekorde
| Rekord                                                               | Details                                      | Fahrer / Zusatz-Info |
| WELTMEISTERSCHAFTEN (Stand: Saisonende 2023)                         | WELTMEISTERSCHAFTEN (Stand: Saisonende 2023) | WELTMEISTERSCHAFTEN (Stand: Saisonende 2023) |
| -------------------------------------------------------------------- | -------------------------------------------- | --- |
| Schnellste WM-Entscheidung                                           | nach 11 von 17 Rennen (64,7 %)               | Michael Schumacher (2002) |
| Größter Punkte-Vorsprung des Weltmeisters                            | 290                                          | Max Verstappen auf Sergio Pérez (2023) |
| Größter prozentueller Punkte-Vorsprung des Weltmeisters              | 50,43 %                                      | Max Verstappen auf Sergio Pérez (2023, 575 Punkte vs. 285 Punkte) |
| Knappster Punkte-Vorsprung des Weltmeisters                          | 0,5 Punkte                                   | Niki Lauda auf Alain Prost (1984) |
| Der jüngste Weltmeister                                              | mit 23 Jahren und 134 Tagen                  | Sebastian Vettel (2010) |
| Der älteste Weltmeister                                              | mit 46 Jahren und 41 Tagen                   | Juan Manuel Fangio (1957) |
| Die meisten Weltmeistertitel in Folge                                | 5                                            | Michael Schumacher (2000–2004) |
| Weltmeistertitel mit den meisten Teams                               | 4                                            | Juan Manuel Fangio |
| SIEGE (Stand: GP Großbritannien 2024)                                |                                              | |
| Die beste Sieg-Quote                                                 | 50 % (1 Sieg in 2 Rennen)                    | Lee Wallard |
| Die beste Sieg-Quote (von Fahrern mit mind. 10 Rennen)               | 47,1 % (24 Siege in 51 Rennen)               | Juan Manuel Fangio |
| Die meisten Siege in Folge (absolut)                                 | 10                                           | Max Verstappen (2023) |
| Die meisten Siege in Folge (in einer Saison)                         | 10                                           | Max Verstappen (2023) |
| Die meisten Siege von der Pole-Position                              | 61                                           | Lewis Hamilton |
| Die meisten Siege ohne Pole-Position                                 | 51                                           | Michael Schumacher |
| Die meisten Start-Ziel-Siege                                         | 23                                           | Lewis Hamilton |
| Die meisten Hattricks                                                | 22                                           | Michael Schumacher |
| Der jüngste Fahrer, der einen Hattrick erzielte                      | mit 21 Jahren und 353 Tagen                  | Sebastian Vettel |
| Die meisten Grand Slams                                              | 8                                            | Jim Clark |
| Der jüngste Fahrer, der einen Grand Slam erzielte                    | mit 23 Jahren und 277 Tagen                  | Max Verstappen |
| Die meisten Siege beim gleichen GP (absolut)                         | 9                                            | Lewis Hamilton (GP Großbritannien) |
| Die meisten Siege beim gleichen GP (in Folge)                        | 5                                            | Lewis Hamilton (GP Spanien) Ayrton Senna (GP Monaco) |
| Der meisten Heimsiege                                                | 9                                            | Michael Schumacher (5 auf dem Nürburgring und 4 auf dem Hockenheimring) Lewis Hamilton (Silverstone Circuit) |
| Der jüngste Grand-Prix-Sieger                                        | mit 18 Jahren und 228 Tagen                  | Max Verstappen (GP Spanien 2016) |
| Der älteste Grand-Prix-Sieger                                        | mit 53 Jahren und 21 Tagen                   | Luigi Fagioli (GP Frankreich 1951) |
| Fahrer, die bei ihrer ersten Grand-Prix-Teilnahme gewannen           |                                              | Giuseppe Farina (GP Großbritannien 1950) Giancarlo Baghetti (GP Frankreich 1961) |
| Der längste zeitliche Abstand zwischen zwei Siegen                   | 2402 Tage                                    | Riccardo Patrese (GP Südafrika 1983 – GP San Marino 1990) |
| Die meisten Rennen zwischen zwei Siegen                              | 113                                          | Kimi Räikkönen (GP Australien 2013 – GP USA 2018) |
| Die längste Distanz zwischen erstem und letztem Sieg                 | 6237 Tage                                    | Lewis Hamilton (GP Kanada 2007 – GP Großbritannien 2024) |
| Die meisten Grand-Prix-Starts bis zum ersten Sieg                    | 190                                          | Sergio Pérez (GP Sachir 2020) |
| Die meisten Doppelsiege von Teamkollegen                             | 31                                           | Lewis Hamilton und Nico Rosberg |
| Die meisten Doppelsiege von Teamkollegen in einer Saison             | 12                                           | Lewis Hamilton und Nico Rosberg (2015) |
| Siege mit den meisten Teams                                          | 5                                            | Stirling Moss |
| STARTPLÄTZE (Stand: GP Großbritannien 2024)                          |                                              | |
| Die beste Pole-Quote                                                 | 57 % (29 Poles in 51 Rennen)                 | Juan Manuel Fangio |
| Die meisten Poles in Folge (absolut)                                 | 8                                            | Ayrton Senna (1988/89) Max Verstappen (2023/24) |
| Die meisten Poles in Folge (in einer Saison)                         | 7                                            | Alain Prost (1993) Lewis Hamilton (2015) Max Verstappen (2024) |
| Die meisten Poles in einer Saison                                    | 15 (in 19 Rennen)                            | Sebastian Vettel (2011) |
| Die meisten Poles beim gleichen GP (absolut)                         | 9                                            | Lewis Hamilton (GP von Ungarn) |
| Die meisten Poles beim gleichen GP (in Folge)                        | 7                                            | Ayrton Senna (GP San Marino) |
| Die meisten Startplätze in der ersten Reihe                          | 176                                          | Lewis Hamilton |
| Jüngster Fahrer auf der Pole-Position                                | mit 21 Jahren und 72 Tagen                   | Sebastian Vettel |
| Fahrer, die in ihrem ersten Rennen auf der Pole-Position standen     |                                              | Giuseppe Farina (GP Großbritannien 1950) Mario Andretti (GP USA 1968) Carlos Reutemann (GP Argentinien 1972) Jacques Villeneuve (GP Australien 1996) |
| Höchste Startposition von der aus ein Grand Prix gewonnen wurde      | 22                                           | John Watson (GP der USA West 1983) |
| SCHNELLSTE RENNRUNDEN (Stand: GP von Japan 2025)                     |                                              | |
| Die meisten schnellsten Rennrunden in einer Saison                   | 10 (bei 18 Starts; 55,6 %)                   | Michael Schumacher (2004) Kimi Räikkönen (2005/2008) |
| Die meisten schnellsten Rennrunden in Folge (absolut)                | 7                                            | Alberto Ascari (1952/53) |
| Die meisten schnellsten Rennrunden in Folge (in einer Saison)        | 6                                            | Kimi Räikkönen (2008) |
| Der jüngste Fahrer, der die schnellste Rennrunde fuhr                | mit 18 Jahren und 225 Tagen                  | Andrea Kimi Antonelli (GP Japan 2025) |
| Fahrer, die in ihrem ersten Rennen die schnellste Rennrunde fuhren   |                                              | Giuseppe Farina (GP Großbritannien 1950) Masahiro Hasemi (GP Japan 1976) Jacques Villeneuve (GP Australien 1996) Nico Rosberg (GP Bahrain 2006) |
| PODESTPLÄTZE (Stand: GP Großbritannien 2025)                         |                                              | |
| Der jüngste Podestplatz-Gewinner                                     | mit 18 Jahren und 228 Tagen                  | Max Verstappen (GP Spanien 2016) |
| Der älteste Podestplatz-Gewinner                                     | mit 53 Jahren und 21 Tagen                   | Luigi Fagioli (GP Frankreich 1951) |
| Die beste Podest-Quote in der gesamten Laufbahn                      | 86 % (6 Podestplätze in 7 Rennen)            | Luigi Fagioli (1950/51) |
| Die meisten Podestplatzierungen in Folge                             | 19                                           | Michael Schumacher (2001/02) |
| Die meisten Podestplatzierungen ohne Sieg                            | 13                                           | Nick Heidfeld |
| Die meisten Podestplatzierungen ohne Sieg in Folge                   | 15                                           | Eddie Irvine von 1993 bis 1998 |
| Die meisten zweiten Plätze                                           | 53                                           | Lewis Hamilton |
| Die meisten dritten Plätze                                           | 45                                           | Kimi Räikkönen |
| Die meisten zweiten und dritten Plätze zusammen                      | 88                                           | Lewis Hamilton |
| Der längste zeitliche Abstand zwischen erstem und letztem Podium     | 7532 Tage                                    | Fernando Alonso (GP Malaysia 2003 – GP São Paulo 2023) |
| Die meisten GP-Teilnahmen, ohne eine Podestplatzierung               | 128                                          | Adrian Sutil (Beste Platzierung: 4. (GP Italien 2009)) |
| PUNKTERÄNGE (Stand: GP Ungarn 2025)                                  |                                              | |
| Die meisten Punkteplatzierungen (absolut)                            | 326                                          | Lewis Hamilton |
| Die meisten Punkteplatzierungen in Folge                             | 48                                           | Lewis Hamilton (2018–2020) |
| Die meisten vierten Plätze                                           | 34                                           | Sebastian Vettel |
| Die meisten fünften Plätze                                           | 27                                           | Jenson Button |
| Die meisten sechsten Plätze                                          | 27                                           | Felipe Massa |
| Die meisten siebten Plätze                                           | 25                                           | Sergio Pérez |
| Die meisten achten Plätze                                            | 20                                           | Jenson Button |
| Die meisten neunten Plätze                                           | 26                                           | Felipe Massa |
| Die meisten zehnten Plätze                                           | 20                                           | Rubens Barrichello |
| Der jüngste Fahrer, der in die Punkteränge fuhr                      | mit 17 Jahren und 180 Tagen                  | Max Verstappen (GP Malaysia 2015) |
| Die meisten GP-Teilnahmen, ohne WM-Punkte zu erzielen                | 51                                           | Luca Badoer |
| Der längste zeitliche Abstand zwischen WM-Punkten                    | 3178 Tage                                    | Robert Kubica (GP Abu Dhabi 2010 – GP Deutschland 2019) |
| Die meisten erzielten Punkte in einer WM-Saison                      | 575                                          | Max Verstappen (2023) |
| Die höchste Punktequote in einer Saison                              | 100 %                                        | Alberto Ascari (1952, 36/36 Punkten, 4/8 Rennen gewertet) Jim Clark (1963, 54/54 Punkten, 6/10 Rennen gewertet) Jim Clark (1965, 54/54 Punkten, 6/10 Rennen gewertet) |
| Die höchste Punktequote in einer Saison (exkl. Streichresultate)     | 92,7 %                                       | Max Verstappen (2023, 575/620 Punkten) |
| ZIELANKÜNFTE (Stand: Saisonende 2024)                                |                                              | |
| Die meisten Zielankünfte                                             | 324                                          | Fernando Alonso |
| Die meisten Zielankünfte in Folge                                    | 48                                           | Lewis Hamilton (2018–2020) |
| Die meisten Zielankünfte in einer Saison                             | 24 (in 24 Rennen)                            | Oscar Piastri (2024) |
| Die meisten Zielankünfte ununterbrochen seit dem Debüt               | 28                                           | Oscar Piastri (2023–2024) |
| AUSFÄLLE (Stand: 27.07.2025)                                         |                                              | |
| Die meisten Ausfälle in einem Rennen                                 | 18 (von 21 Startern; 85,7 %)                 | GP Italien 1958 in Monza |
| Die wenigsten Ausfälle in einem Rennen                               | 0 (alle Starter im Ziel)                     | GP Niederlande 1961 in Zandvoort (15 Starter) GP Italien 2005 in Monza (20 Starter) GP USA 2005 in Indianapolis (6 Starter) GP Europa 2011 in Valencia (24 Starter) GP China 2016 in Shanghai (22 Starter) GP Japan 2016 in Suzuka (22 Starter) GP Österreich 2019 in Spielberg (20 Starter) GP Frankreich 2021 in Le Castellet (20 Starter) GP Belgien 2021 in Spa-Francorchamps (20 Starter) GP Türkei 2021 in Istanbul (20 Starter) GP Ungarn 2022 in Budapest (20 Starter) GP Miami 2023 in Miami (20 Starter) GP Spanien 2023 in Barcelona (20 Starter) GP Abu Dhabi 2023 in Abu Dhabi (20 Starter) GP Bahrain 2024 in as-Sachir (20 Starter) GP Spanien 2024 in Barcelona (20 Starter) GP Niederlande 2024 in Zandvoort (20 Starter) GP Japan 2025 in Suzuka (20 Starter) GP Belgien 2025 in Spa-Francorchamps (20 Starter) |
| Die meisten Ausfälle in Folge                                        | 17                                           | Ivan Capelli (GP Italien 1990 bis GP Deutschland 1991) |
| Die meisten Ausfälle in einer Saison                                 | 15 (in 16 Rennen)                            | Andrea de Cesaris (1987) |
| Die meisten Ausfälle noch vor dem Start des Rennens                  | 11                                           | Andrea de Cesaris |
| FÜHRUNGSRUNDEN & FÜHRUNGSKILOMETER (Stand: Saisonende 2024)          |                                              | |
| Die meisten angeführten Rennen                                       | 190                                          | Lewis Hamilton |
| Die meisten Führungskilometer ohne Sieg                              | 851,5                                        | Chris Amon |
| Die wenigsten Führungskilometer pro Sieg                             | 17,3                                         | Peter Gethin |
| Die meisten Führungsrunden in einer Saison                           | 1003                                         | Max Verstappen (2023) |
| Die meisten Führungskilometer in einer Saison                        | 4914                                         | Max Verstappen (2023) |
| Der jüngste Fahrer, der einen Grand Prix anführte                    | mit 18 Jahren und 225 Tagen                  | Andrea Kimi Antonelli (GP Japan 2025) |
| Der älteste Fahrer, der einen Grand Prix anführte                    | mit 52 Jahren und 9 Tagen                    | Luigi Fagioli (GP Belgien 1950) |
| GP-TEILNAHMEN (Stand: GP Ungarn 2025)                                |                                              | |
| Die meisten GP-Teilnahmen                                            | 415                                          | Fernando Alonso |
| Der jüngste GP-Teilnehmer                                            | mit 17 Jahren und 166 Tagen                  | Max Verstappen (GP Australien 2015) |
| Der älteste GP-Teilnehmer                                            | mit 55 Jahren und 292 Tagen                  | Louis Chiron (GP Monaco 1955) |
| Die höchste GP-Teilnehmerzahl                                        | 34 Rennteilnehmer                            | (GP Deutschland 1953) |
| Die größte Zeitspanne zwischen erstem und letztem Grand Prix         | 23 Jahre und 200 Tage                        | Fernando Alonso (Großer Preis von Australien 2001 bis Großer Preis von Singapur 2024) |
| Die längste Pause zwischen zwei Grand-Prix-Einsätzen                 | 10 Jahre und 128 Tage                        | Jan Lammers (GP Niederlande 1982 bis GP Japan 1992) |
| Die meisten Saisonteilnahmen                                         | 22                                           | Fernando Alonso (2001, 2003–2018, 2021–) |
| Die meisten GP-Teilnahmen als Teamkollegen                           | 102                                          | Rubens Barrichello und Michael Schumacher (2000–2005) |
| Die meisten GP-Teilnahmen ohne Sieg                                  | 239                                          | Nico Hülkenberg (Beste Platzierung: 3) |
| GESCHWINDIGKEIT (Stand: Saisonende 2022)                             |                                              | |
| Die höchste jemals gefahrene Geschwindigkeit                         | 372,5 km/h                                   | Valtteri Bottas (2016) in Mexiko-Stadt |
| Die höchste Durchschnittsgeschwindigkeit in einem GP                 | 247,586 km/h                                 | Michael Schumacher (2003) in Monza |
| Die höchste Durchschnittsgeschwindigkeit in einer Runde (Qualifying) | 264,362 km/h                                 | Lewis Hamilton (2020) in Monza |
| Die höchste Durchschnittsgeschwindigkeit in einer Runde (Rennen)     | 257,320 km/h                                 | Rubens Barrichello (2004) in Monza |

1. 1 2 3  Der Große Preis von Großbritannien 1950 war das erste Rennen zur Automobil-Weltmeisterschaft überhaupt, Farina hatte zuvor aber bereits seit 1935 zahlreiche Grand-Prix- und Formel-1-Rennen bestritten, darunter auch ein Sieg im Großen Preis von Monaco 1948.
2. 1 2 3 4 5  Für sechste Plätze werden seit der Saison 1960 Punkte vergeben, für siebte und achte seit 2003 und für neunte und zehnte Plätze seit 2010.

## Rekorde nach Konstrukteuren
In der Saison 2024 aktive Konstrukteure sind blau hinterlegt.

### Grand-Prix-Siege
| Platz | Konstrukteur     | GP- Siege | Doppel-siege |
| ----- | ---------------- | --------- | ------------ |
| 1     | Ferrari          | 248       | 87           |
| 2     | McLaren          | 189       | 49           |
| 3     | Mercedes         | 129       | 60           |
| 4     | / Red Bull       | 122       | 31           |
| 5     | Williams         | 114       | 33           |
| 6     | Lotus            | 079       | 08           |
| 7     | Renault / Alpine | 036       | 02           |
| 8     | Brabham          | 035       | 08           |
| 9     | / Benetton       | 027       | 02           |
| 100   | Tyrrell          | 023       | 08           |

1. ↑  Formula 1 real all time points comparison. Abgerufen am 22. November 2023 (englisch).
2. ↑  Die Aufzählung muss nicht den kompletten Top 10 nach Doppelsiegen entsprechen.

### Pole-Positions
| Platz | Konstrukteur     | Pole-Positions | Erste Reihen |
| ----- | ---------------- | -------------- | ------------ |
| 1     | Ferrari          | 253            | 85           |
| 2     | McLaren          | 164            | 66           |
| 3     | Mercedes         | 142            | 83           |
| 4     | Williams         | 128            | 62           |
| 5     | Lotus            | 107            | 14           |
| 6     | / Red Bull       | 103            | 28           |
| 7     | Renault / Alpine | 051            | 22           |
| 8     | Brabham          | 039            | 06           |
| 9     | / Benetton       | 015            | 01           |
| 100   | Tyrrell          | 014            | 01           |

1. ↑  Die Aufzählung muss nicht den kompletten Top 10 nach Ersten Startreihen entsprechen. Als Erste Reihe zählen unabhängig von der Startformation immer die Startplätze 1 und 2.

### Schnellste Rennrunden
| Platz | Konstrukteur     | Schnellste Runden |
| ----- | ---------------- | ----------------- |
| 1     | Ferrari          | 263               |
| 2     | McLaren          | 172               |
| 3     | Williams         | 133               |
| 4     | Mercedes         | 109               |
| 5     | / Red Bull       | 099               |
| 6     | Lotus            | 076               |
| 7     | Brabham          | 041               |
| 8     | / Benetton       | 036               |
| 9     | Renault / Alpine | 034               |
| 100   | Tyrrell          | 020               |

### Grand-Prix-Starts
| Platz | Konstrukteur        | GP-Starts |
| ----- | ------------------- | --------- |
| 01    | Ferrari             | 1098      |
| 02    | McLaren             | 0970      |
| 03    | Williams            | 0826      |
| 04    | Lotus               | 0606      |
| 05    | Sauber / Alfa Romeo | 0520      |
| 06    | Renault / Alpine    | 0452      |
| 07    | Tyrrell             | 0430      |
| 08    | Brabham             | 0394      |
| 09    | / Red Bull          | 0393      |
| 10    | Minardi             | 0340      |

### Sprint-Siege
| Platz | Konstrukteur | Sprint-Siege |
| ----- | ------------ | ------------ |
| 1     | / Red Bull   | 11           |
| 2     | Mercedes     | 03           |
|       | McLaren      | 03           |

### Konstrukteurs-Weltmeistertitel
| Platz | Konstrukteur | WM-Titel | Jahre                                                                                          |
| ----- | ------------ | -------- | ---------------------------------------------------------------------------------------------- |
| 1     | Ferrari      | 16       | 1961, 1964, 1975, 1976, 1977, 1979, 1982, 1983, 1999, 2000, 2001, 2002, 2003, 2004, 2007, 2008 |
| 2     | Williams     | 09       | 1980, 1981, 1986, 1987, 1992, 1993, 1994, 1996, 1997                                           |
|       | McLaren      | 09       | 1974, 1984, 1985, 1988, 1989, 1990, 1991, 1998, 2024                                           |
| 4     | Mercedes     | 08       | 2014, 2015, 2016, 2017, 2018, 2019, 2020, 2021                                                 |
| 5     | Lotus        | 07       | 1963, 1965, 1968, 1970, 1972, 1973, 1978                                                       |
| 6     | Red Bull     | 06       | 2010, 2011, 2012, 2013, 2022, 2023                                                             |
| 7     | Cooper       | 02       | 1959, 1960                                                                                     |
|       | Brabham      | 02       | 1966, 1967                                                                                     |
|       | Renault      | 02       | 2005, 2006                                                                                     |
| 100   | Vanwall      | 01       | 1958                                                                                           |
|       | B.R.M.       | 01       | 1962                                                                                           |
|       | Matra Sports | 01       | 1969                                                                                           |
|       | Tyrrell      | 01       | 1971                                                                                           |
|       | Benetton     | 01       | 1995                                                                                           |
|       | Brawn        | 01       | 2009                                                                                           |

### Fahrer-Weltmeistertitel nach Konstrukteuren
| Platz | Konstrukteur | WM-Titel | Jahre (Fahrer) |
| ----- | ------------ | -------- | --- |
| 1     | Ferrari      | 15       | 1952, 1953 (Alberto Ascari) 1956 (Juan Manuel Fangio) 1958 (Mike Hawthorn) 1961 (Phil Hill) 1964 (John Surtees) 1975, 1977 (Niki Lauda) 1979 (Jody Scheckter) 2000–2004 (Michael Schumacher) 2007 (Kimi Räikkönen) |
| 2     | McLaren      | 12       | 1974 (Emerson Fittipaldi) 1976 (James Hunt) 1984 (Niki Lauda) 1985, 1986, 1989 (Alain Prost) 1988, 1990, 1991 (Ayrton Senna) 1998, 1999 (Mika Häkkinen) 2008 (Lewis Hamilton)                                      |
| 3     | Mercedes     | 09       | 1954, 1955 (Juan Manuel Fangio) 2014, 2015, 2017–2020 (Lewis Hamilton) 2016 (Nico Rosberg) |
| 4     | Red Bull     | 08       | 2010–2013 (Sebastian Vettel) 2021–2024 (Max Verstappen) |
| 5     | Williams     | 07       | 1980 (Alan Jones) 1982 (Keke Rosberg) 1987 (Nelson Piquet) 1992 (Nigel Mansell) 1993 (Alain Prost) 1996 (Damon Hill) 1997 (Jacques Villeneuve)                                                                     |
| 6     | Lotus        | 06       | 1963, 1965 (Jim Clark) 1968 (Graham Hill) 1970 (Jochen Rindt) 1972 (Emerson Fittipaldi) 1978 (Mario Andretti) |
| 7     | Brabham      | 04       | 1966 (Jack Brabham) 1967 (Denis Hulme) 1981, 1983 (Nelson Piquet) |
| 8     | Cooper       | 02       | 1959, 1960 (Jack Brabham) |
|       | Alfa Romeo   | 02       | 1950 (Giuseppe Farina) 1951 (Juan Manuel Fangio) |
|       | Maserati     | 02       | 1954, 1957 (Juan Manuel Fangio) |
|       | Tyrrell      | 02       | 1971, 1973 (Jackie Stewart) |
|       | Benetton     | 02       | 1994, 1995 (Michael Schumacher) |
|       | Renault      | 02       | 2005, 2006 (Fernando Alonso) |
| 140   | B.R.M.       | 01       | 1962 (Graham Hill) |
|       | Matra Sports | 01       | 1969 (Jackie Stewart) |
|       | Brawn        | 01       | 2009 (Jenson Button) |

### GP-Siege in einer Saison
Alle aufgeführten Konstrukteure sind in der aktuellen Saison aktiv.
| Platz | Konstrukteur | GP-Siege | Saison (Rennen) | prozentual |
| ----- | ------------ | -------- | --------------- | ---------- |
| 1     | Red Bull     | 21       | 2023 (22)       | 95,5 %     |
| 2     | Mercedes     | 19       | 2016 (21)       | 90,5 %     |
| 3     | Red Bull     | 17       | 2022 (22)       | 77,3 %     |
| 4     | Mercedes     | 16       | 2014 (19)       | 84,2 %     |
|       | Mercedes     | 16       | 2015 (19)       | 84,2 %     |
| 6     | McLaren      | 15       | 1988 (16)       | 93,8 %     |
|       | Ferrari      | 15       | 2002 (17)       | 88,2 %     |
|       | Ferrari      | 15       | 2004 (18)       | 83,3 %     |
|       | Mercedes     | 15       | 2019 (21)       | 71,4 %     |
| 100   | Red Bull     | 13       | 2013 (19)       | 68,4 %     |
|       | Mercedes     | 13       | 2020 (17)       | 76,5 %     |

### Pole-Positions in einer Saison
Alle aufgeführten Konstrukteure waren in der aktuellen Saison aktiv.
| Platz | Konstrukteur | Pole- Positions | Saison (Rennen) | prozentual |
| ----- | ------------ | --------------- | --------------- | ---------- |
| 1     | Mercedes     | 20              | 2016 (21)       | 95,2 %     |
| 2     | Red Bull     | 18              | 2011 (19)       | 94,7 %     |
|       | Mercedes     | 18              | 2014 (19)       | 94,7 %     |
|       | Mercedes     | 18              | 2015 (19)       | 94,7 %     |
| 5     | McLaren      | 15              | 1988 (16)       | 93,8 %     |
|       | McLaren      | 15              | 1989 (16)       | 93,8 %     |
|       | Williams     | 15              | 1992 (16)       | 93,8 %     |
|       | Williams     | 15              | 1993 (16)       | 93,8 %     |
|       | Red Bull     | 15              | 2010 (19)       | 79,0 %     |
|       | Mercedes     | 15              | 2017 (20)       | 75,0 %     |
|       | Mercedes     | 15              | 2020 (17)       | 88,2 %     |

### Konstrukteure-Gesamtübersicht
Die Liste enthält alle aktuellen Formel-1-Konstrukteure sowie diejenigen, die mindestens 100 WM-Punkte und/oder einen Grand-Prix-Sieg erreicht haben. Zwischen 1950 und 1960 zählte das Indianapolis 500 zur Formel-1-WM. Dessen Sieger sind in der Gesamtübersicht der Vollständigkeit wegen bedacht. Die Liste ist standardmäßig nach den WM-Punkten, wie sie seit der Saison 2010 vergeben werden, sortiert.
Bestmarken sind fett hervorgehoben, an der Formel-1-Weltmeisterschaft 2025 teilnehmende Konstrukteure blau.
| Konstrukteur                           | Sitz                                                  | WM-Punkte | WM-Punkte 2010er Schlüssel | Aktive Saisons                | Renn- starts | Renn- siege | Pole- Positions | schn. Runden | Rennen mit Podium | WM-Titel oder beste WM-Pos. |
| -------------------------------------- | ----------------------------------------------------- | --------- | -------------------------- | ----------------------------- | ------------ | ----------- | --------------- | ------------ | ----------------- | --------------------------- |
| Ferrari                                | Maranello (I)                                         | 11.187,62 | 22.199,00                  | seit 1950                     | 1.098        | 248         | 253             | 263          | 633               | 16                          |
| McLaren                                | Woking (UK), Colnbrook (UK)                           | 7.275,50  | 15.353,00                  | seit 1966                     | 970          | 189         | 164             | 172          | 424               | 9                           |
| Williams                               | Grove (UK), Didcot (UK)                               | 3.637,00  | 9.214,00                   | seit 1978                     | 826          | 114         | 128             | 133          | 243               | 9                           |
| / Red Bull                             | Milton Keynes (UK)                                    | 7.837,00  | 8.253,50                   | seit 2005                     | 393          | 122         | 103             | 99           | 219               | 6                           |
| Mercedes                               | Brackley (UK), Stuttgart (D)                          | 7.829,64  | 8.076,50                   | 1954–1955 seit 2010           | 317          | 129         | 141             | 109          | 201               | 8                           |
| Lotus                                  | Hethel (UK), Cheshunt (UK)                            | 1.514,00  | 5.875,00                   | 1958–1994                     | 491          | 79          | 107             | 71           | 157               | 7                           |
| Renault (Alpine)                       | Enstone (UK), Paris (F)                               | 2.054,00  | 4.106,00                   | 1977–1985 2002–2009 seit 2016 | 452          | 36          | 51              | 32           | 91                | 2                           |
| Brabham                                | Milton Keynes (UK), Chessington (UK)                  | 983,00    | 3.927,50                   | 1962–1987 1989–1992           | 394          | 35          | 39              | 41           | 106               | 2                           |
| / Benetton                             | Enstone (UK), Witney (UK)                             | 861,50    | 3.327,00                   | 1986–2001                     | 260          | 27          | 15              | 36           | 94                | 1                           |
| Tyrrell                                | Ockham (UK)                                           | 711,00    | 3.103,50                   | 1970–1998                     | 430          | 23          | 14              | 20           | 66                | 1                           |
| Cooper                                 | Surbiton (UK)                                         | 494,50    | 2.210,00                   | 1950 1952–1969                | 128          | 16          | 11              | 14           | 41                | 2                           |
| B.R.M. (British Racing Motors)         | Bourne (UK)                                           | 537,50    | 2.203,00                   | 1951 1956–1977                | 197          | 17          | 11              | 15           | 52                | 1                           |
| Ligier                                 | Vichy (F), Magny-Cours (F)                            | 388,00    | 1.931,00                   | 1976–1996                     | 326          | 9           | 9               | 9            | 45                | 2. (1980)                   |
| Sauber (Alfa Romeo)                    | Hinwil (CH)                                           | 710,00    | 1.741,00                   | 1993–2005 seit 2010           | 520          | −           | −               | 5            | 10                | 4. (2001)                   |
| Maserati                               | Modena (I)                                            | 313,42    | 1.499,00                   | 1950–1960                     | 70           | 9           | 10              | 15           | 28                | –                           |
| Jordan                                 | Silverstone (UK)                                      | 291,00    | 1.459,00                   | 1991–2005                     | 250          | 4           | 2               | 2            | 17                | 3. (1999)                   |
| Arrows                                 | Leafield (UK), Milton Keynes (UK)                     | 167,00    | 1.366,00                   | 1978–2002                     | 382          | −           | 1               | −            | 9                 | 5. (1988)                   |
| March (Leyton House)                   | Bicester (UK)                                         | 193,00    | 1.058,50                   | 1970–1977 1987–1992           | 205          | 3           | 5               | 7            | 21                | 3. (1970)                   |
| Force India                            | Silverstone (UK)                                      | 1.046,00  | 1.056,00                   | 2008–2018                     | 203          | −           | 1               | 5            | 6                 | 4. (2016, 2017)             |
| Toro Rosso (Alpha Tauri, Racing Bulls) | Faenza (I)                                            | 855,00    | 969,50                     | seit 2006                     | 375          | 2           | 1               | 4            | 5                 | 6. (2008, 2019, 2021)       |
| Lotus F1                               | Enstone (UK)                                          | 942,00    | 942,00                     | 2010–2015                     | 115          | 2           | −               | 7            | 25                | 4. (2012, 2013)             |
| Toyota                                 | Köln (D)                                              | 278,50    | 830,50                     | 2002–2009                     | 139          | −           | 3               | 3            | 13                | 4. (2005)                   |
| Aston Martin (Racing Point)            | Silverstone (UK)                                      | 826,00    | 826,00                     | seit 2018                     | 137          | 1           | 1               | 3            | 12                | 4. (2020)                   |
| BAR (British American Racing)          | Brackley (UK)                                         | 227,00    | 822,00                     | 1999–2005                     | 117          | −           | 2               | −            | 15                | 2. (2004)                   |
| Alfa Romeo                             | Mailand (I), Senago (I)                               | 214,00    | 804,00                     | 1950–1951 1979–1985           | 110          | 10          | 12              | 14           | 18                | 6. (1983)                   |
| BMW Sauber                             | Hinwil (CH)                                           | 308,00    | 798,00                     | 2006–2009                     | 70           | 1           | 1               | 2            | 16                | 2. (2007)                   |
| Matra                                  | Romorantin- Lanthenay (F), Vélizy-Villacoublay (F)    | 163,00    | 746,00                     | 1966–1972                     | 62           | 9           | 4               | 12           | 17                | 1                           |
| Kurtis Kraft                           | Glendale (USA)                                        | 127,00    | 552,00                     | 1950–1960                     | 12           | 5           | 6               | 7            | 8                 | –                           |
| Honda                                  | Brackley (UK), Slough (UK), Amsterdam (NL), Tokio (J) | 156,00    | 492,00                     | 1964–1968 2006–2008           | 88           | 3           | 2               | 2            | 9                 | 4. (1967, 2006)             |
| Brawn                                  | Brackley (UK)                                         | 172,00    | 430,50                     | 2009                          | 17           | 8           | 5               | 4            | 11                | 1                           |
| Shadow                                 | Northampton (UK)                                      | 57,50     | 422,00                     | 1973–1980                     | 103          | 1           | 3               | 2            | 7                 | 6. (1975)                   |
| Vanwall                                | Acton (London) (UK)                                   | 108,00    | 364,00                     | 1954–1960                     | 28           | 9           | 7               | 6            | 11                | 1                           |
| Haas                                   | Kannapolis (USA), Banbury (UK)                        | 307,00    | 307,00                     | seit 2016                     | 190          | −           | 1               | 3            | −                 | 5. (2018)                   |
| Porsche                                | Stuttgart (D)                                         | 48,00     | 282,00                     | 1957–1964                     | 33           | 1           | 1               | –            | 5                 | 3. (1961)                   |
| Wolf (Walter Wolf Racing)              | Reading (UK)                                          | 79,00     | 265,00                     | 1977–1979                     | 47           | 3           | 1               | 2            | 13                | 4. (1977)                   |
| Hesketh                                | Easton Neston (UK)                                    | 48,00     | 216,00                     | 1974–1978                     | 52           | 1           | –               | 1            | 7                 | 4. (1975)                   |
| Stewart                                | Milton Keynes (UK)                                    | 47,00     | 211,00                     | 1997–1999                     | 49           | 1           | 1               | –            | 4                 | 4. (1999)                   |
| Epperly                                | Gardena (USA)                                         | 44,00     | 153,00                     | 1955 1957–1960                | 5            | 2           | –               | 2            | 3                 | –                           |
| Penske                                 | Poole (UK)                                            | 25,00     | 147,00                     | 1974–1977                     | 43           | 1           | –               | –            | 3                 | 5. (1976)                   |
| Watson                                 | –                                                     | 37,00     | 135,00                     | 1950–1953 1956–1960           | 9            | 3           | 2               | 1            | 3                 | –                           |
| Kuzma                                  | –                                                     | 24,00     | 93,00                      | 1951–1960                     | 10           | 1           | –               | –            | 3                 | –                           |
| Eagle (Anglo American Racing)          | Rye (UK)                                              | 17,00     | 68,00                      | 1966–1969                     | 26           | 1           | –               | 2            | 2                 | 7. (1966, 1967)             |

1. ↑  Die Spalte führt den Kurznamen des Konstrukteurs auf. In Klammern sind gegebenenfalls mögliche Alternativbezeichnungen genannt, unter denen der Konstrukteur in Teilzeiträumen antrat oder bekannt war. Die Flagge steht für das Land, mit dessen Lizenz der Konstrukteur antritt. Das muss nicht identisch sein mit dem Land, in dem der Konstrukteur seinen operativen Sitz hat.
2. ↑  Einschließlich der Punkte, die für die Konstrukteurswertung des Jahres als Streichergebnis oder als Abzug von Strafpunkten nicht angerechnet wurden. Von 1950 bis 1958 wurde keine Konstrukteurswertung geführt, daher sind aus diesen Jahren die Fahrerpunkte einberechnet.
3. ↑  Bei mehreren Fahrern eines Konstrukteurs auf dem Podium wird in die Zählung nur ein Fahrer je Rennen einbezogen.
4. ↑  Die Konstrukteurs-WM wird erst seit der Saison 1958 vergeben.
5. ↑  Inklusive des Deutschland-GP 1966, bei dem Matra ein Formel-2-Auto ins Rennen schickte.
6. ↑  Inklusive der Starts beim Deutschland-GP 1957 und 1958, bei dem Porsche Formel-2-Autos ins Rennen schickte.

## Rekorde nach Reifenherstellern
Seit der Saison 2007 gibt es nur noch jeweils einen Reifenhersteller, der allen Teams Reifen zur Verfügung stellt. Von 2007 bis 2010 war dies Bridgestone. Seit 2011 liefert Pirelli die Reifen. Insoweit findet seitdem kein Wettbewerb verschiedener Hersteller mehr statt. Pirelli ist als aktueller Hersteller blau hervorgehoben.
Die Liste enthält alle Reifenhersteller, die jemals in der Formel 1 aktiv waren. Bestmarken sind fett hervorgehoben.
| Hersteller  | WM-Punkte | WM-Titel (Fahrer) | WM-Titel (Konstrukteure) | GP-Siege | Pole-Positions | Schnellste Runden | Rennstarts | Aktiver Zeitraum |
| ----------- | --------- | ----------------- | ------------------------ | -------- | -------------- | ----------------- | ---------- | ---------------- |
| Pirelli     | 30971,70  | 19                | 14                       | 332      | 335            | 338               | 489        | seit 1950        |
| Goodyear    | 09483,50  | 25                | 26                       | 368      | 358            | 361               | 493        | 1960–1998        |
| Bridgestone | 06495,50  | 11                | 11                       | 175      | 168            | 170               | 244        | 1976–2010        |
| Michelin    | 03315,50  | 05                | 04                       | 102      | 111            | 108               | 215        | 1977–2006        |
| Dunlop      | 01992,00  | 08                | 09                       | 083      | 077            | 081               | 175        | 1950–1977        |
| Firestone   | 01217,00  | 03                | 03                       | 049      | 059            | 051               | 121        | 1950–1975        |
| Englebert   | 00287,63  | 02                | 0                        | 007      | 011            | 012               | 061        | 1950–1958        |
| Continental | 00147,14  | 02                | 0                        | 010      | 008            | 009               | 013        | 1954–1958        |
| Avon        | 00008,00  | 0                 | 0                        | 000      | 000            | 000               | 029        | 1954–1982        |

## Rekorde nach Nationen

### Fahrerweltmeistertitel
| Platz | Nation                 | Anzahl | Titelträger |
| ----- | ---------------------- | ------ | --- |
| 1     | Vereinigtes Königreich | 20     | 2008, 2014, 2015, 2017–2020 (Lewis Hamilton) 1969, 1971, 1973 (Jackie Stewart) 1962, 1968 (Graham Hill) 1963, 1965 (Jim Clark) 1958 (Mike Hawthorn) 1964 (John Surtees) 1976 (James Hunt) 1992 (Nigel Mansell) 1996 (Damon Hill) 2009 (Jenson Button) |
| 2     | Deutschland            | 12     | 1994, 1995, 2000–2004 (Michael Schumacher) 2010–2013 (Sebastian Vettel) 2016 (Nico Rosberg) |
| 3     | Brasilien              | 08     | 1981, 1983, 1987 (Nelson Piquet) 1988, 1990, 1991 (Ayrton Senna) 1972, 1974 (Emerson Fittipaldi) |
| 4     | Argentinien            | 05     | 1951, 1954–1957 (Juan Manuel Fangio) |
| 5     | Australien             | 04     | 1959, 1960, 1966 (Jack Brabham) 1980 (Alan Jones) |
|       | Finnland               | 04     | 1998, 1999 (Mika Häkkinen) 1982 (Keke Rosberg) 2007 (Kimi Räikkönen) |
|       | Frankreich             | 04     | 1985, 1986, 1989, 1993 (Alain Prost) |
|       | Niederlande            | 04     | 2021, 2022, 2023, 2024 (Max Verstappen) |
|       | Österreich             | 04     | 1975, 1977, 1984 (Niki Lauda) 1970 (Jochen Rindt) |
| 100   | Italien                | 03     | 1952, 1953 (Alberto Ascari) 1950 (Giuseppe Farina) |
| 110   | Spanien                | 02     | 2005, 2006 (Fernando Alonso) |
|       | Vereinigte Staaten     | 02     | 1961 (Phil Hill) 1978 (Mario Andretti) |
| 130   | Kanada                 | 01     | 1997 (Jacques Villeneuve) |
|       | Neuseeland             | 01     | 1967 (Denis Hulme) |
|       | Südafrika              | 01     | 1979 (Jody Scheckter) |

### Konstrukteursweltmeistertitel
| Platz | Nation                 | Anzahl | Titelträger |
| ----- | ---------------------- | ------ | --- |
| 1     | Vereinigtes Königreich | 34     | 1980, 1981, 1986, 1987, 1992–1994, 1996, 1997 (Williams) 1974, 1984, 1985, 1988–1991, 1998, 2024 (McLaren) 1963, 1965, 1968, 1970, 1972, 1973, 1978 (Lotus) 1959, 1960 (Cooper) 1966, 1967 (Brabham) 1958 (Vanwall) 1962 (B.R.M.) 1971 (Tyrrell) 1995 (Benetton) 2009 (Brawn) |
| 2     | Italien                | 16     | 1961, 1964, 1975–1977, 1979, 1982, 1983, 1999–2004, 2007, 2008 (Ferrari) |
| 3     | Deutschland            | 08     | 2014–2021 (Mercedes) |
| 4     | Österreich             | 06     | 2010–2013, 2022, 2023 (Red Bull) |
| 5     | Frankreich             | 03     | 2005, 2006 (Renault) 1969 (Matra) |